# برترین بازیکن سال فوتبال ملی انگلستان
برترین بازیکن سال فوتبال ملی انگلستان (انگلیسی: The FA England Awards) عنوان جایزه‌ای است که از سوی اتحادیه فوتبال انگلستان و از سال ۲۰۰۳ به بهترین بازیکن سال در رده ملی اهدا می‌گردد.

## برترین بازیکن بزرگسال
بازیکن برتر (مرد سال)، یک جایزه فوتبال است که توسط اتحادیه فوتبال انگلستان به برجسته‌ترین بازیکنان تیم ملی انگلیس اهدا می‌شود. این جایزه در پایان سال تقویمی داده می‌شود و توسط طرفداران انگلستان در وبسایت اتحادیه تصمیم گیری می‌شود.
| سال     | رتبه | بازیکن        | پست بازی  | باشگاه         | منبع   |
| ------- | ---- | ------------- | --------- | -------------- | ------ |
| ۲۰۰۳    | اول  | دیوید بکام    | هافبک     | منچستر یونایتد |        |
| ۲۰۰۳    | دوم  | وین رونی      | مهاجم     | اورتون         |        |
| ۲۰۰۳    | سوم  | فرانک لمپارد  | هافبک     | چلسی           |        |
| ۲۰۰۴    | اول  | فرانک لمپارد  | هافبک     | چلسی           |        |
| ۲۰۰۴    | دوم  | وین رونی      | مهاجم     | منچستر یونایتد |        |
| ۲۰۰۴    | سوم  | استیون جرارد  | هافبک     | لیورپول        |        |
| ۲۰۰۵    | اول  | فرانک لمپارد  | هافبک     | چلسی           |        |
| ۲۰۰۶    | اول  | اوون هارگریوز | هافبک     | بایرن مونیخ    |        |
| ۲۰۰۶    | دوم  | استیون جرارد  | هافبک     | لیورپول        |        |
| ۲۰۰۷    | اول  | استیون جرارد  | هافبک     | لیورپول        | [ ۱ ]  |
| ۲۰۰۷    | دوم  | میکا ریچاردز  | مدافع     | منچستر سیتی    | [ ۱ ]  |
| ۲۰۰۸    | اول  | وین رونی      | مهاجم     | منچستر یونایتد | [ ۲ ]  |
| ۲۰۰۸    | دوم  | گرت بری       | هافبک     | استون ویلا     | [ ۲ ]  |
| ۲۰۰۸    | سوم  | تئو والکات    | هافبک     | آرسنال         | [ ۲ ]  |
| ۲۰۰۹    | اول  | وین رونی      | مهاجم     | منچستر یونایتد | [ ۳ ]  |
| ۲۰۱۰    | اول  | اشلی کول      | مدافع     | چلسی           | [ ۴ ]  |
| ۲۰۱۰    | دوم  | استیون جرارد  | هافبک     | لیورپول        | [ ۴ ]  |
| ۲۰۱۰    | سوم  | آدام جانسون   | هافبک     | منچستر سیتی    | [ ۴ ]  |
| ۲۰۱۱    | اول  | اسکات پارکر   | هافبک     | تاتنهام هاتسپر | [ ۵ ]  |
| ۲۰۱۱    | دوم  | جو هارت       | دروازه‌بان | منچستر سیتی    | [ ۵ ]  |
| ۲۰۱۱    | سوم  | اشلی یانگ     | هافبک     | منچستر یونایتد | [ ۵ ]  |
| ۲۰۱۲    | اول  | استیون جرارد  | هافبک     | لیورپول        | [ ۶ ]  |
| ۲۰۱۲    | دوم  | دنی ولبک      | مهاجم     | منچستر یونایتد | [ ۶ ]  |
| ۲۰۱۲    | سوم  | اشلی کول      | مدافع     | چلسی           | [ ۶ ]  |
| ۲۰۱۴    | اول  | وین رونی      | مهاجم     | منچستر یونایتد | [ ۷ ]  |
| ۲۰۱۴    | دوم  | دنی ولبک      | مهاجم     | آرسنال         | [ ۷ ]  |
| ۲۰۱۴    | سوم  | رحیم استرلینگ | هافبک     | لیورپول        | [ ۷ ]  |
| ۲۰۱۵    | اول  | وین رونی      | مهاجم     | منچستر یونایتد | [ ۸ ]  |
| ۲۰۱۵    | دوم  | هری کین       | مهاجم     | تاتنهام هاتسپر | [ ۸ ]  |
| ۲۰۱۵    | سوم  | جو هارت       | دروازه‌بان | منچستر سیتی    | [ ۸ ]  |
| ۲۰۱۶    | اول  | آدام لالانا   | هافبک     | لیورپول        | [ ۹ ]  |
| ۲۰۱۶    | دوم  | جیمی واردی    | مهاجم     | لستر سیتی      | [ ۹ ]  |
| ۲۰۱۶    | سوم  | وین رونی      | مهاجم     | منچستر یونایتد | [ ۹ ]  |
| ۲۰۱۷    | اول  | هری کین       | مهاجم     | تاتنهام هاتسپر | [ ۱۰ ] |
| ۲۰۱۸    | اول  | هری کین       | مهاجم     | تاتنهام هاتسپر | [ ۱۱ ] |
| ۲۰۱۹    | اول  | جوردن هندرسون | هافبک     | لیورپول        | [ ۱۱ ] |
| ۲۱–۲۰۲۰ | اول  | کالوین فیلیپس | هافبک     | لیدز یونایتد   | [ ۱۱ ] |
| ۲۲–۲۰۲۱ | اول  | بوکایو ساکا   | هافبک     | آرسنال         | [ ۱۱ ] |
| ۲۳–۲۰۲۲ | اول  | بوکایو ساکا   | هافبک     | آرسنال         | [ ۱۱ ] |
| ۲۴–۲۰۲۳ | اول  | کول پالمر     | هافبک     | چلسی           | [ ۱۱ ] |

### برنده بر پایه بازیکنان
| بازیکن        | تعداد کل | سال‌های حضور            |
| ------------- | -------- | ---------------------- |
| وین رونی      | ۴        | ۲۰۰۸، ۲۰۰۹، ۲۰۱۴، ۲۰۱۵ |
| فرانک لمپارد  | ۲        | ۲۰۰۴، ۲۰۰۵             |
| استیون جرارد  | ۲        | ۲۰۰۷، ۲۰۱۲             |
| هری کین       | ۲        | ۲۰۱۷، ۲۰۱۸             |
| بوکایو ساکا   | ۲        | ۲۲–۲۰۲۱، ۲۳–۲۰۲۲       |
| دیوید بکام    | ۱        | ۲۰۰۳                   |
| اشلی کول      | ۱        | ۲۰۱۰                   |
| اوون هارگریوز | ۱        | ۲۰۰۶                   |
| آدام لالانا   | ۱        | ۲۰۱۶                   |
| اسکات پارکر   | ۱        | ۲۰۱۱                   |
| جوردن هندرسون | ۱        | ۲۰۱۹                   |
| کالوین فیلیپس | ۱        | ۲۱–۲۰۲۰                |
| کول پالمر     | ۱        | ۲۴–۲۰۲۳                |

### برنده بر پایه باشگاه
| باشگاه         | تعداد کل | سال‌ها                        |
| -------------- | -------- | ---------------------------- |
| منچستر یونایتد | ۵        | ۲۰۰۳، ۲۰۰۸، ۲۰۰۹، ۲۰۱۴، ۲۰۱۵ |
| لیورپول        | ۴        | ۲۰۰۷، ۲۰۱۲. ۲۰۱۶، ۲۰۱۹       |
| چلسی           | ۴        | ۲۰۰۴، ۲۰۰۵، ۲۰۱۰، ۲۴–۲۰۲۳    |
| تاتنهام هاتسپر | ۳        | ۲۰۱۱، ۲۰۱۷، ۲۰۱۸             |
| آرسنال         | ۲        | ۲۲–۲۰۲۱، ۲۳–۲۰۲۲             |
| بایرن مونیخ    | ۱        | ۲۰۰۶                         |
| لیدز یونایتد   | ۱        | ۲۱–۲۰۲۰                      |